# Terminaison nerveuse libre

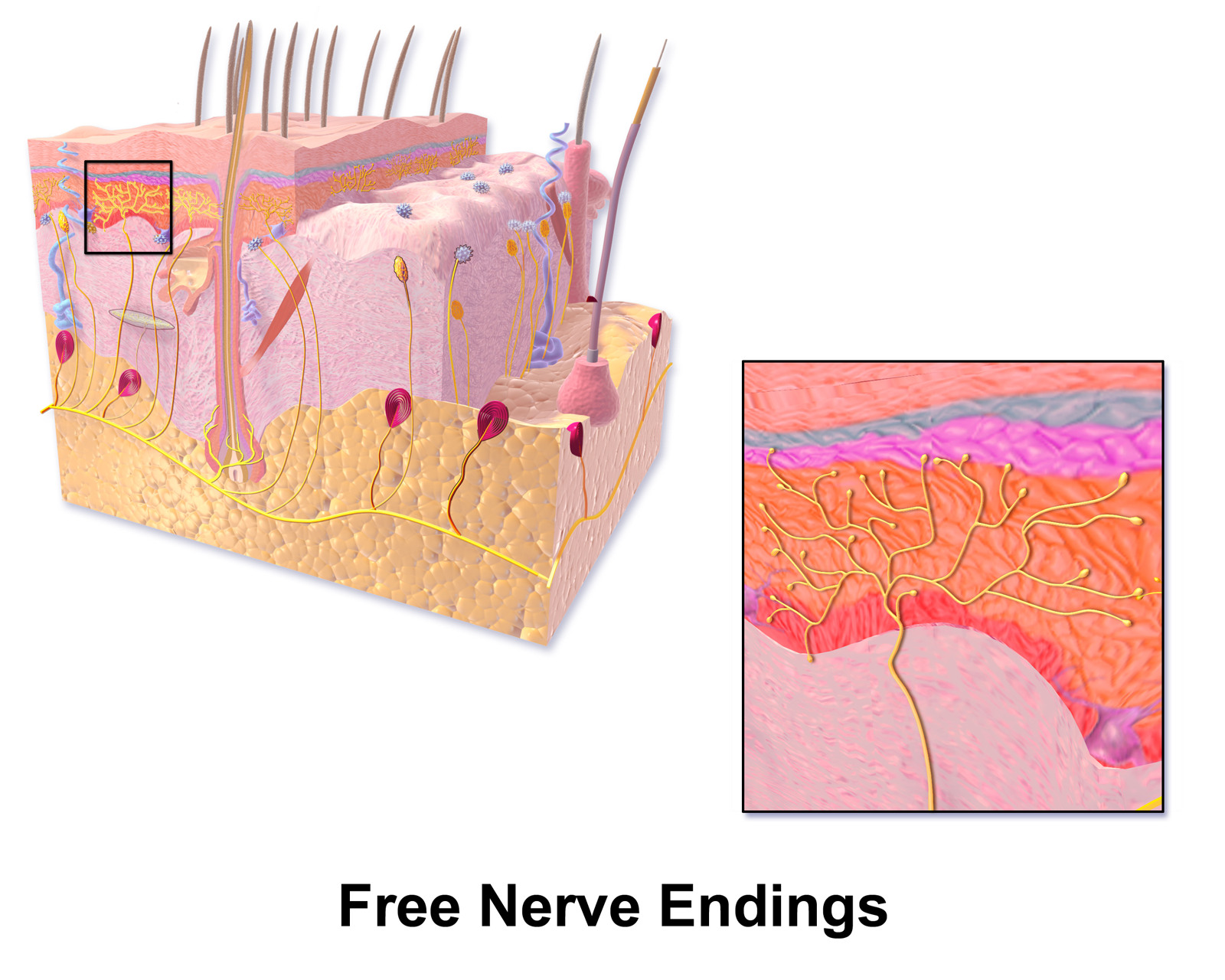
Illustration de terminaisons nerveuses libres

Le terme terminaison nerveuse libre désigne les neurites des neurones sensitifs (tact thermoalgique) qui viennent innerver leur cible comme l'épiderme et qui ne se finissent pas par une structure histologique particulière (comme les terminaisons encapsulées).
Les neurones sensitif, résidant dans les ganglions de la racine dorsale, en situation paravertébrale, qui innervent la peau peuvent former à leur extrémité des structures complexes en s'entourant de cellules de Schwann au niveau de l'hypoderme ou du derme. Ce sont les corpuscules de Pacini dans le derme, de Ruffini et de Meissner.
Les terminaisons nerveuses qui passent la barrière dermo-épidermique peuvent rester libre ou former un complexe « neurite-cellules de Merkel » aussi appelées disque de Merkel décrit comme un mécanorécepteur.